# لوري مارتن
لوري مارتن (بالإنجليزية: Lori Martin) هي ممثلة أمريكية، ولدت في 18 أبريل 1947 بغلينديل في الولايات المتحدة، وتوفيت في 4 أبريل 2010 في الولايات المتحدة بسبب مرض.

## وصلات خارجية
- لوري مارتن على موقع IMDb (الإنجليزية)
- لوري مارتن على موقع الموسوعة البريطانية (الإنجليزية)
- لوري مارتن على موقع ألو سيني (الفرنسية)
- لوري مارتن على موقع أول موفي (الإنجليزية)
- لوري مارتن على موقع قاعدة بيانات الأفلام السويدية (السويدية)
- لوري مارتن على موقع إن إن دي بي (الإنجليزية)
- لوري مارتن على موقع قاعدة بيانات الفيلم (الإنجليزية)
- لوري مارتن على موقع كينوبويسك (الروسية)